# Swalmbergstraat
De Swalmbergstraat is een straat in het centrum van Paramaribo. De straat ligt tussen de Dr. J.F. Nassylaan naar de Henck Arronstraat.

## Naamgeving
Swalmberg was een bevelhebber van de Redi Musu, ook wel Korps Zwarte Jagers. Deze troepen waren door Jan Nepveu in 1772  gekochte slaafgemaakten die een semi-militaire status kregen in het expeditieleger tijdens de Boni-oorlog (1765-1793).

## Bouwwerken
De straat begint op de Dr. J.F. Nassylaan. Rechts bevindt zich de Joodse begraafplaats Nieuwe Oranjetuin. Aan de rechterzijde bevinden zich onder meer enkele bars en in het monumentale pand op nummer 7 het Cultureel Centrum Brazilië - Suriname. De straat eindigt op de de Henck Arronstraat en gaat vanaf daar verder als de Letitia Vriesdelaan.

### Monumenten
De volgende panden in de Swalmbergstraat staan op de monumentenlijst:
| Omschrijving | Bouwjaar | Adres              | Coördinaten                  | Objectnummer? | Afbeelding                    |
| ------------ | -------- | ------------------ | ---------------------------- | ------------- | ----------------------------- |
| woonhuis     |          | Swalmbergstraat 7  | 5° 49' 51" NB, 55° 9' 41" WL | BPO 072       | Meer afbeeldingen Upload foto |
| woonhuis     |          | Swalmbergstraat 7a | 5° 49' 51" NB, 55° 9' 41" WL | BPO 073       | Meer afbeeldingen Upload foto |